# Ciuperceni (okręg Satu Mare)
Ciuperceni (węg. Gombástanya) – wieś w Rumunii, w okręgu Satu Mare, w gminie Agriș. W 2011 roku liczyła 576 mieszkańców. 